# 듀오링고
듀오링고(Duolingo)는 언어 학습 웹사이트/앱과 언어능력평가 시험 듀오링고 영어 시험(Duoling English Test, DET)을 제공하는 플랫폼이다. 듀오링고는 기본적으로 프리미엄(Freemium)이라는 무료 가격정책을 채택하고 있으며, 프리미엄 서비스인 듀오링고 플러스의 경우 유료이다.
2021년 8월 현재 듀오링고 언어학습 웹사이트/앱은 34개 언어, 94개 코스를 제공하고 있으며, 전세계 사용자 수는 3억명이 넘는다.

## 역사
듀오링고는 카네기멜론 대학교 컴퓨터과학부 교수인 루이스 폰 안(Luis von Ahn, 1979년 ~ )이 전 세계 수 억명의 사람들이 서로 다른 언어를 무료로 번역하도록 하는 방법에 대해 고민하면서 시작되었다. 그의 Ph.D. 제자인 세버린 해커(Severin Hacker)와 함께 아이디어를 구체화하였다. 그들의 해답은 '언어 교육'이었다. 새로운 언어를 배우고 싶어하는 사람들의 욕구를 충족시켜주는 동시에, 둘 이상의 언어를 구사하는 사람이 세상에 많지 않다는 문제점을 해결해 줄 수 있기 때문이었다. 이후 참여한 개발자들로는 Antonio Navas, Vicki Cheung, Marcel Uekermann, Brendan Meeder, Hector Villafuerte, Jose Fuentes 등이 있다.

## 서비스 구성
듀오링고 웹사이트는 학습, 회화(수퍼 듀오링고 이상이면 사용가능), 복습(오답, 어휘, 스토리), 리더보드, 퀘스트, 스토어, 프로필, 더 보기(SCHOOLS, 설정, 도움말, 로그아웃) 탭으로 구성되어 있다. '학습'은 실제로 공부를 진행할 수 있는 화면이며, 퀴즈 형식의 문제를 풀며 진행된다. 또한, 자신의 커리큘럼을 확인하는 기능과 '진도 시작', '복습'(Legendary 문제도 풀 수 있다.)등의 기능이 있다. '프로필 탭'에는 나와 내 친구들의 서비스 이용 현황을 타임라인 형식으로 확인할 수 있다. 마지막으로 리더보드에서는 전세계의 다양한 사용자들과 경쟁을 할 수 있다.

## 교육 모델

### 교육의 시작
듀오링고를 처음 사용할 땐 자신의 모국어와 자신이 배우고 싶은 언어를 선택한다. 사용자는 기초단계부터 시작할 수도 있고, 원한다면 레벨 테스트를 통해 자신에게 맞는 레벨부터 시작할 수 있다.

#### 배울 수 있는 언어
- 신규 과정: 음악, 수학, 체스
- 한국어 사용자용: 영어, 스페인어(멕시코 스페인어), 중국어, 이탈리아어, 프랑스어, 일본어, 독일어, 포르투갈어(브라질 포르투갈어)
- 영어 사용자용(For English speakers): 스페인어, 프랑스어, 독일어, 이탈리아어, 중급 영어(Intermediate English), 일본어, 중국어, 러시아어, 한국어, 포르투갈어, 아랍어, 네덜란드어, 스웨덴어, 노르웨이어(북몰), 터키어, 폴란드어, 아일랜드어 (코노트 아일랜드어), 그리스어, 히브리어, 덴마크어, 힌디어, 체코어, 에스페란토어, 우크라이나어, 웨일스어, 베트남어, 헝가리어, 스와힐리어, 루마니아어, 인도네시아어, 하와이어, 나바호어, 클링온어, 고 발리리아어, 라틴어, 스코틀랜드 게일어, 핀란드어, 이디시어, 아이티 크리올어, 줄루어
- 아랍어 사용자용 (للناطقين باللغة العربية): 영어, 프랑스어, 독일어, 스웨덴어
- 벵골어 사용자용 (বাংলা ভাষাভাষীদের জন্য): 영어(ইংরেজী)
- 중국어(간체) 사용자용 (用中文学习): 영어, 광둥어, 스페인어, 일본어, 한국어, 이탈리아어, 프랑스어, 독일어
- 체코어 사용자용 (Pro mluvčí čestiny): 영어
- 네덜란드어 사용자용 (Voor Nederlandstaligen): 영어, 독일어, 프랑스어
- 프랑스어 사용자용 (Pour les personnes parlant français): 영어, 스페인어, 이탈리아어, 독일어, 포르투갈어
- 독일어 사용자용 (Für Deutschsprachige): 영어, 스페인어, 프랑스어, 이탈리아어
- 그리스어 사용자용 (Για ελληνόφωνους): 영어
- 힌두어 사용자용 (हिंदी भाषियों के लिए): 영어(अंग्रेज़ी)
- 헝가리어 사용자용 (Magyarul beszélőknek): 영어, 독일어
- 인도네시아어 사용자용 (Untuk penutur bahasa Indonesia): 영어
- 이탈리아어 사용자용 (Per chi parla italiano): 영어, 프랑스어, 독일어, 스페인어
- 일본어 사용자용 (日本語話者向け): 영어, 중국어, 한국어, 프랑스어, 독일어, 이탈리아어, 스페인어
- 폴란드어 사용자용 (Dla osób mówiących po polsku): 영어
- 포르투갈어 사용자용 (Para quem fala português): 영어, 스페인어, 프랑스어, 독일어, 이탈리아어
- 루마니아어 사용자용 (Pentru vorbitorii de limba romana): 영어
- 러시아어 사용자용 (Для русскоязычных): 영어, 독일어, 스페인어, 프랑스어
- 스페인어 사용자용 (Para hablantes de español): 영어, 프랑스어, 이탈리아어, 포르투갈어, 독일어, 러시아어, 카탈루냐어, 스웨덴어
- 스웨덴어 사용자용(För svensktalande): 영어, 이탈리아어, 프랑스어, 스페인어, 독일어
- 필리핀어 (따갈로그) 사용자용 (Para sa mga nagsasalita ng Tagalog): 영어(Ingles)
- 타밀어 사용자용 (தமிழ் பயனர்களுக்கு): 영어(ஆங்கிலம்), 스페인어, 이탈리아어, 독일어, 프랑스어
- 텔루구어 사용자용 (తెలుగు మాట్లాడే వారి కోసం): 영어(ఇంగ్లీష్)
- 태국어 사용자용 (สำหรับผู้พูดภาษาไทย): 영어(ภาษาอังกฤษ)
- 터키어 사용자용 (Türkçe konuşanlar için): 영어, 독일어, 러시아어
- 우크라이나어 사용자용 (Для україномовних): 영어
- 베트남어 사용자용 (Dành cho người nói tiếng Việt): 영어, 중국어

스페인어는 멕시코식 위주이나 스페인식과 아르헨티나식 등도 조금씩 섞여있다.
듀오링고에는 세계 주요 언어 중 이란에서 쓰는 페르시아어가 없다. 파르시는 Ling, 로제타 스톤, 핌즐러, 망고 언어, LingQ 등의 앱으로 배울 수 있다. 몬들리는 단어 학습 위주이고, Drops는 단어만 배운다.
필리핀어(따갈로그), 벵골어, 타밀어, 텔루구어, 태국어는 해당 언어 인터페이스로 영어를 배우는 과정으로 배워볼 수 있다. 단 음성은 영어 음성만 나와서 소리를 배울 수는 없다.

##### 듀오링고 언어 및 문자 분류
듀오링고 언어 분류(문자가 별도로 표기되지 않은 경우, 로마 문자 사용.)
- 인도유럽어족

- 이탈리아어파

- 로망스어군(라틴어): 스페인어, 포르투갈어, 프랑스어, 이탈리아어, 루마니아어, 카탈루냐어

- 게르만어파

- 서게르만어군: 독일어, 영어, 네덜란드어, 이디시어(히브리 문자)
- 북게르만어군

- 서 스칸디나비아어: 노르웨이어
- 동 스칸디나비아어: 스웨덴어, 덴마크어

- 슬라브어파

- 동슬라브어군: 러시아어(키릴 문자), 우크라이나어(키릴 문자)
- 서슬라브어군: 폴란드어, 체코어

- 켈트어파

- 도서 켈트어군: 아일랜드어, 웨일스어, 스코틀랜드 게일어

- 그리스어파: 그리스어(그리스 문자)
- 인도이란어파

- 인도아리아어군: 힌디어(데바나가리 문자), 벵골어(벵골 문자)

- 드라비다어족: 타밀어(타밀 문자), 텔루구어(텔루구 문자)
- 오스트로아시아어족

- 비엣어파: 베트남어
- 말레이폴리네시아어파: 인도네시아어, 하와이어, 필리핀어

- 우랄어족

- 핀우그리아어파: 헝가리어, 핀란드어

- 튀르크어족: 터키어
- 아프로아시아어족

- 셈어파

- 중앙셈어군: 아랍어(아랍 문자), 히브리어(히브리 문자)

- 니제르콩고어족

- 애틀랜틱콩고어파

- 반투어군: 스와힐리어(로마 문자, 아랍 문자), 줄루어

- 나데네어족: 나바호어
- 타이카다이어족: 태국어(태국 문자)
- 중국티베트어족: 중국어(한자)
- 일본어족: 일본어(히라가나, 가타카나, 한자)
- 한국어족: 한국어(한글)

유럽의 3대 어파는 이탈리아어파(라틴어의 후계인 로망스어군 외 사멸), 게르만어파, 슬라브어파가 있다.
그 외 유럽의 소수 언어로는 켈트어파의 아일랜드어, 웨일스어, 스코틀랜드 게일어가 있다.(켈트어파는 영어로 대체되어 모어 화자는 거의 없다.) 그리스어는 그리스어파이다. 아시아 지역에서 와서 아예 인도유럽어족이 아닌 우랄어족인 헝가리어와 핀란드어도 있다. 유럽의 언어는 아니지만 프랑스어 기반의 크리올인 아이티 크리올도 있다.
같은 계통의 언어는 단어나 문법이 비슷한 것을 알 수 있다. '같은 어파' 안의 '다른 어군'의 언어는 바로 이해가 어려울 수도 있는데, 같은 어군의 언어는 대충 답을 찍어도 맞을 정도이다.
예를 들어, 네덜란드어는 영어에 독일어를 섞은 느낌이라 영어만 알아도 반은 이해 가능하고, 독일어도 알면 더 많이 이해 가능하다.
영어: The boy eats an apple.
네덜란드어: De jongen eet een appel.
독일어: Der Junge isst einen Apfel.

듀오링고 문자 분류
- 페니키아 문자

- 그리스 문자(μαμά)

- 로마 문자(mom; 영어)
- 키릴 문자(мама; 러시아어, 우크라이나어)

- 아람 문자

- 히브리 문자(אִמָא)(이디시어)
- 아랍 문자(أم)
- 브라흐미 문자

- 굽타 문자: 데바나가리 문자(माँ; 힌디어), 벵골 문자(মা)
- 팔라바 문자: 타밀 문자(அம்மா), 태국 문자(แม่)
- 텔루구 문자(అమ్మ)

- 한자(妈妈)

- 히라가나(おかあさん), 가타카나(ママ)

- 한글(엄마)

인도유럽어족 언어들은 로마 문자를 알면 그리스 문자까지는 대충 읽을 수는 있으나, 키릴 문자(그리스 문자의 후손)나 히브리 문자(페니키아 문자의 후손)는 읽기 어렵다. 핀란드어와 헝가리어는 우랄어족이지만, 로마 문자를 쓴다. 심지어 아랍 문자도 로마 문자처럼 페니키아 문자의 후손이다. 대충 로마 문자와 계통상 한 단계 위아래 문자는 가까운 친척이라 읽기 쉽지만, 두 단계 이상 먼 친척 문자는 읽기 어렵다고 생각하면 된다.
영어: The giant has a carrot.
그리스어: Ο γίγαντας έχει ένα καρότο.
(O gígantas échei éna karóto.)
러시아어: У великана есть морковка.
(U velikana yest' morkovka.)
한국인에게 익숙한 한자, 히라가나, 가타카나를 제외하면, 로마 문자 외에 그리스 문자, 키릴문자(러시아어), 히브리문자(이디시어), 아랍문자, 데바나가리 문자(힌디어)의 다섯개 문자를 배울 수 있다. 벵골문자, 타밀문자, 태국문자, 텔루구 문자도 있으나 이들은 학습 대상 문자가 아니라 인터페이스 문자라 해당 언어 사용자가 아니면 배울 수 없다.

### 교육 방식

#### 문제 제공
듀오링고는 기본적으로 사용자에게 강의를 제공하거나 컨텐츠를 무작정 제공하지 않는다. 다만 계속해서 문제를 제공해주고, 일정 개수의 문제를 풀 때마다 한 챕터가 마무리되어 경험치(XP)가 오르는 형식을 취한다. 처음에는 주로 모국어 단어를 제공해주고 해당 단어와 같은 의미의 단어를 고르라는 형식의 문제가 많이 나오는데, 사진이 함께 첨부되어 어렵지 않게 시작할 수 있다. 배우고자 하는 언어를 모국어로 번역하기, 모국어로 쓰인 단어나 문장을 배우고자 하는 언어로 번역하기, 보여주는 단어에 해당하는 사진 고르기, 배우고자 하는 언어 음성을 듣고 입력하기, 배우고자 하는 언어의 단어나 문장을 읽기, 문맥에 맞는 단어 고르기 등의 문제가 제시된다.

#### 게이미피케이션
듀오링고 교육 방식의 큰 특징 중 하나는 게이미피케이션의 도입이다. 사용자는 한 챕터에 제공되는 10~20개 정도의 문제를 풀기 위해 다섯 개의 하트를 제공받는다. 한 문제를 틀릴 때마다 하트를 소진하게 되며, 네 번까지 틀리는 것은 상관없지만 다섯 번째 틀리게 되면 해당 챕터가 중지되며 '홈으로 돌아가기' 버튼을 누르거나 '다시 하기'버튼을 누를 수 있다. 사용자는 듀오링고가 제공하는 여러 가지 방식대로 공부를 하면서 경험치(XP)를 얻게 되고, 경험치가 일정 수준 쌓이면 레벨이 올라간다. 경험치는 기본적으로 제공되는 커리큘럼상의 한 챕터를 끝낼 때, 이미 지나간 챕터를 반복 학습했을 때, '복습하기' 버튼을 눌러 지금까지 공부한 내용을 전반적으로 훑어주는 일련의 문제들을 풀었을 때 10XP가 제공되며, 남아있는 하트의 개수만큼 보너스로 XP를 더 받을 수 있다. 또한 사용자의 매일매일 공부한 내역을 그래프로 확인할 수 있어 매일매일의 꾸준한 학습을 유도한다. 또한 페이스북이나 구글플러스로 로그인한 경우 자신의 친구들과 매일매일 쌓은 경험치로 경쟁할 수도 있는데,이는 듀오링고 웹사이트상에서 홈화면에 항상 노출되기 때문에 사용자의 서비스 이용을 더욱 장려하는 역할을 한다. 모바일 앱에서는 메인화면에 항상 노출되어있지는 않고 버튼을 눌러야 친구들 간의 순위를 볼 수 있다.

#### 반복 학습
또한, 듀오링고는 사용자들이 계속해서 반복 학습을 할 수 있게 유도하는데, 이미 사용자가 공부를 완료한 챕터라 하더라도 일정 시간이 지나면 strength bars의 게이지가 낮아져 다시 복습하게 만든다. 이 복습을 함으로써 사용자는 추가로 경험치 10XP를 얻게 되며, 비워진 strength bars를 다시 채웠다는 만족감을 얻게 된다. 또한 특정 챕터 반복이 아니더라도 홈화면에서 기본적으로 제공되는 '복습하기' 버튼이 있어, 지금까지 공부한 내용들을 전반적으로 다시 학습할 수 있다.

#### 토론
듀오링고에는 단순히 문제를 반복해서 푸는 것만으로는 해결되지 않는 문법상에서의 가르침이 필요한 경우도 있다. 이런 경우에 해당 문장에 대해 한 사용자가 토론장을 형성하면 그에 동의하는 사람들이 모여 함께 토론하고 공부하는 공간이 마련되어 있다. 문제를 풀다가 어려운 점이 있다고 판단되는 문장을 발견하면 '문장에 대해 토론하세요' 버튼을 누르면 해당 토론방에 글을 남길 수 있다.
기존 토론 내용만 볼 수 있고 새로운 토론을 만들거나 기존 토론에 답글을 달 수 없게 바뀌었다가, 최종적으로 토론 기능이 삭제되었다.

### 신고
신고는 문제에 문법적 오류가 있거나 옳은 답이 수락되지 않을 경우에 하는 것이다.

### 단어 및 사전
듀오링고 웹사이트 내에서 상단 탭을 통해 진입할 수 있으며 사용자가 과거에 학습한 단어를 예문과 뜻을 함께 제시하는 '단어' 탭과 사용자가 직접 모르는 단어를 검색하면 의미와 활용형, 예문을 함께 제시하는 '사전' 탭으로 구성되어 있다. 두 가지 탭을 통해 토론방으로도 진입할 수 있다.

### 수학 및 음악
원래 iOS에만 제공되던 수학과 음악이 안드로이드에도 제공된다.
수학은 성인을 선택하면 간단한 한두자릿수 곱셈부터 시작한다.
음악은 초보자를 선택하면 피아노 건반의 도와 레를 특정한 박자 동안 누르는 간단한 악보부터 시작한다.

## 언어 수준
유럽 언어 공통 기준으로 A1, A2, B1, B2, C1, C2 레벨의 6단계가 있는데, C2는 원어민 수준이고, B2는 대학 입학이나 회사 취업에 요구되는 최저 수준이고, A2는 일상 회화가 가능한 수준이다.
듀오링고에서는 최대 B2 레벨까지 제공한다.

### 영어로 배우는 과정
https://duolingodata.com/ 에 따르면, 영어 버전의 경우, 프랑스어는 B2에 단어 8411개, 독일어는 B1에 단어 5880개, 이탈리아어는 A1에 단어 4200개, 스페인어는 B2에 단어 7,999개이다. 중국어는 A1 레벨에 단어수 2024개, 일본어는 B1에 단어 6889개, 한국어는 A1에 단어 2697개, 중급 영어는 B2 레벨에 단어 수 4,831개이다. 포르투갈어는 A2에 3,101개 단어이다.
굴절 등을 통해 하나의 어휘소가 여러개의 단어를 만들 수 있기 때문에, 특히 클링온어와 같은 경우에는 단어 숫자가 정확하지 않을 수 있다고 적혀있다.
바벨의 경우, 영어로 학습할 경우, 이탈리아어 B2, 프랑스어 B2, 독일어 B2, 스페인어 C1, 포르투갈어 B1까지 제공한다. 영어로 영어를 배울 수는 없으나, 다른 언어로 영어를 학습할 경우, C1까지 제공한다. 이탈리아어, 독일어, 스페인어, 포르투갈어, 영어의 경우, 듀오링고의 학습 컨텐츠를 끝까지 한 경우, 다음 단계가 있는 바벨로 학습을 이어나갈 수 있다.
https://duome.eu/ 의 WORDS 섹션에 들어가면, 해당 언어 코스에 나오는 모든 단어 목록을 볼 수 있다.
한국어로 배우는 영어 과정은 1~7단계까지 있는데, Intermediate English의 1~4단계가 한국어-영어 과정의 4~7단계와 동일하다.

### 한국어로 배우는 과정
"섹션 4, 유닛 1"이 Discuss traveling solo고, "섹션 7, 유닛 36"이 Express relief and congratulations이다. 이건 Intermediate English의 Section 1, Unit 1의 Discuss traveling solo와 Section 4, Unit 36의 Express relief and congratulations와 동일하다.
즉, 한국어-영어 과정의 섹션 1~3까지는 초급 과정이고, 섹션 4~7 과정이 Intermediate English와 동일하다.
https://duolingodata.com/ 에 따르면, 한국어 버전의 경우, 프랑스어가 A1에 단어 1998개, 독일어가 A1에 단어 2889개, 이탈리아어가 A1에 단어 2888개, 스페인어가 A1에 단어 2201개이다. 중국어 A1에 단어 2,002개, 일본어 A1에 단어 4,119개, 영어가 B2 레벨에 단어 수 6450개가 있다. 포르투갈어는 A1 레벨에 2,199 단어이다.

## 무료 및 유료 버전
무료 버전에서는 문제를 하나 틀릴 때마다 하트가 하나씩 줄어들며, 주어진 5개의 하트가 다 닳으면 하트가 다시 찰 때까지 기다리거나 연습을 통해 하트를 더 얻어야 한다.

### 수퍼 듀오링고
유료 버전인 수퍼 듀오링고(Super Duolingo)에서는 무제한 하트와 광고 없는 수업 등의 혜택을 볼 수 있으며 자신이 많이 실수하는 부분을 집중 연습할 수도 있다.

### 듀오링고 맥스
듀오링고 맥스(Duolingo Max)에서는, 수퍼 듀오링고의 기능에 더하여, 자신이 한 실수에 대한 설명을 들을 수 있고(AI를 기반으로 한 기능이다.), 영상통화(Video call) 와 롤플레이(Roleplay)를 통해 스피킹 실력도 향상시킬수 있다.

## 사업 모델
듀오링고는 완전히 무료로 제공되는 교육서비스다. 듀오링고는 번역을 필요로 하는 회사나 기관으로부터 의뢰를 받아 번역 값을 받는다. 번역이 필요한 문장들이 듀오링고에 보내지면 듀오링고는 이용자들에게 해당 문장들을 보여주어 자발적인 참여를 이끌어내 번역을 완성한다. 2013년 10월 4일부터 듀오링고는 Buzzfeed와 CNN의 기사들을 번역하는 일을 시작했다.
이러한 사업 모델은 현재는 운영하지 않는 것으로 보인다.

## 같이 보기
- 컴퓨터보조 언어학습
- 문법 교수
- 원격 교육
- 언어 교수법
- 로제타 스톤
- 언어자율학습 프로그램 목록
- 바벨 (언어 학습)

## 참조
1. ↑  http://techcrunch.com/2011/04/12/duolingo/
2. ↑  http://www.cnet.com/news/duolingo-translates-the-internet-for-free/
3. ↑  http://twitpic.com/4sjlpm
4. ↑  http://www.techrepublic.com/article/duolingo-offers-free-language-while-helping-to-translate-the-web/
5. ↑  https://duolingotest.zendesk.com/entries/26165436-How-do-I-invite-friends-to-use-Duolingo-%5B깨진+링크(과거+내용+찾기)%5D
6. ↑  http://m.news.naver.com/read.nhn?mode=LSD&mid=sec&sid1=105&oid=018&aid=0002991950
7. ↑  “보관된 사본”. 2014년 2월 9일에 원본 문서에서 보존된 문서. 2014년 6월 22일에 확인함.